# Helen von Münchhofen (Tochter)

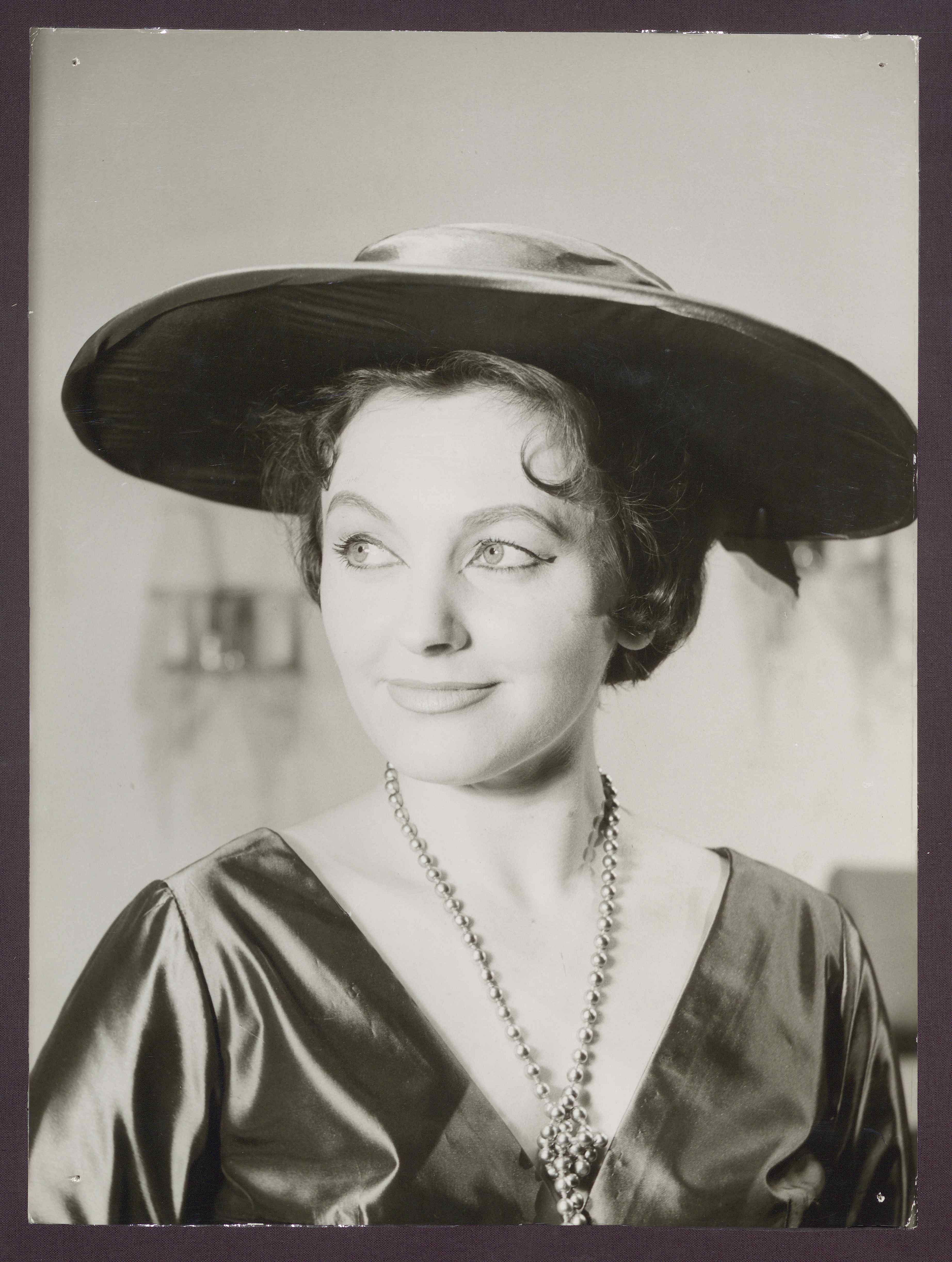
Helen von Münchhofen am Badischen Staatstheater Karlsruhe zur deutschen Erstaufführung von Louis Verneuils Lieben und lieben lassen (1960?)

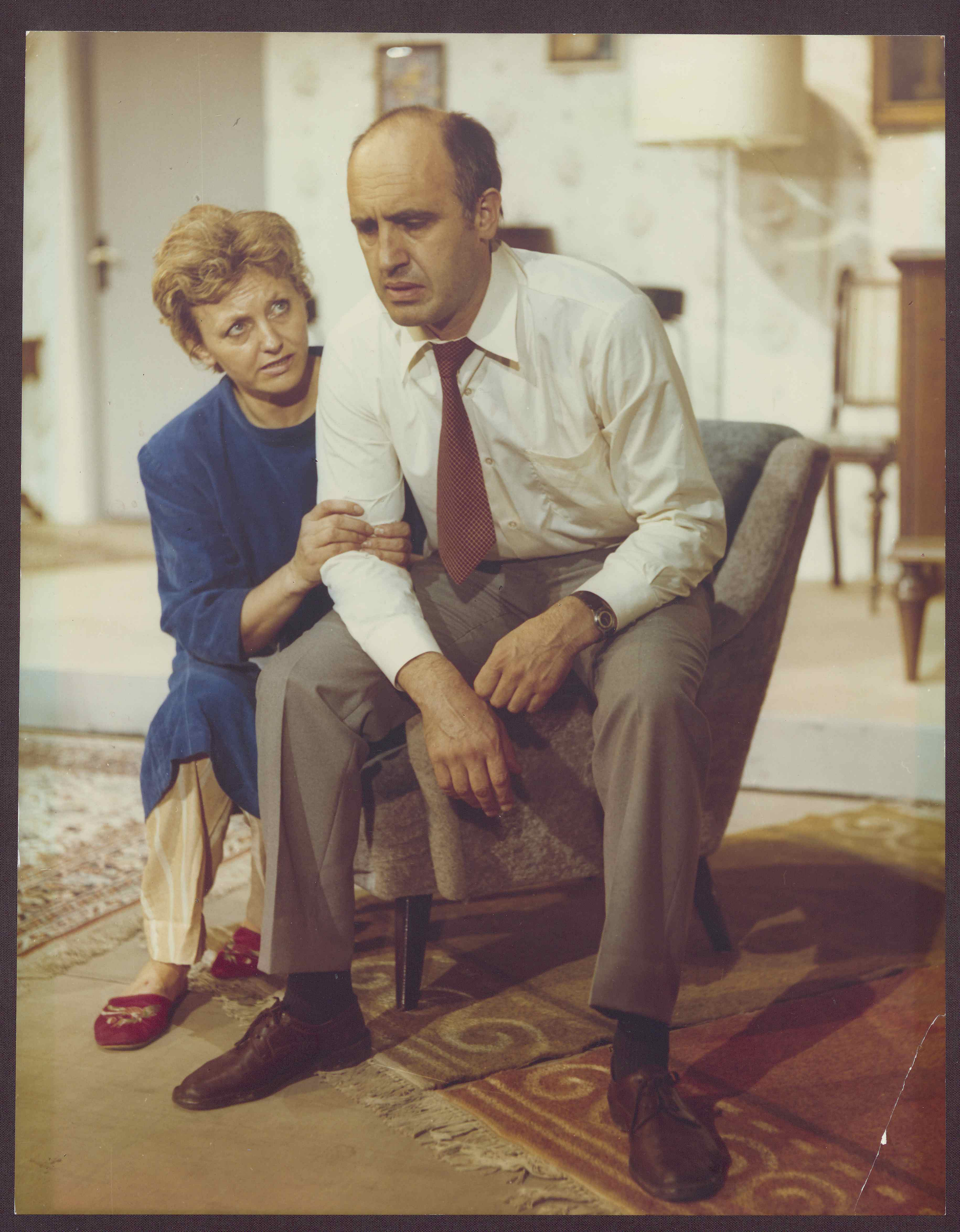
Helen von Münchhofen mit Horst Fassel in Diese Geschichte von Ihnen (Karlsruhe 1970/71)

Helen-Maria Freiin von Lauer-Münchhofen (* 13. September 1924 in Berlin) ist eine deutsche Schauspielerin und Hörspielsprecherin.

## Leben und Wirken
Helen von Münchhofen ist die Tochter der gleichnamigen dänischen Schauspielerin. Sie absolvierte ihre Ausbildung in München. Belegte Theaterauftritte hatte sie in der Saison 1970/71 am  Badischen Staatstheater Karlsruhe in Diese Geschichte von Ihnen von John Hopkins und 1975 dem Contra-Kreis-Theater Bonn in No Sex, please – we’re British! von Alistair Foot und Anthony Marriott. Zwischen 1962 und 1975 hatte sie einige Fernsehauftritte in Spielfilmen und Serien. Hörspiele mit ihrer Beteiligung gibt es aus dem Zeitraum 1950 bis 1983.
Helen von Münchhofen ist die Mutter der Sängerin und Komponistin Suzanne Doucet.

## Filmografie (Auswahl)
- 1962: Mein Bruder Jacques (Fernsehfilm)
- 1963: Wer ist der Täter? (Fernsehserie, eine Folge)
- 1964: 4+1 Klavier (Fernsehfilm)
- 1964: Das Schiedsgericht (Fernsehfilm)
- 1969: Die Hupe – Eine Schülerzeitung (Fernsehserie)
- 1970: Die Kriminalerzählung (Fernsehserie, eine Folge)
- 1971: Eine unwürdige Existenz (Fernsehfilm)
- 1975: Kampf um ein Kind (Fernsehfilm)

## Hörspiele (Auswahl)
- 1950: Felix Salten: Bambi – Regie: Gerd Beermann
- 1962: Irmgard Köster: Zwanzig Pfundnoten – Regie: S. O. Wagner
- 1965: Jean-Claude Brisville: Ein Abbruchunternehmen – Regie: Mathias Neumann
- 1979: Rosemarie Nell-Liebenfels: Stempel in meinem Fleisch – Regie: Dieter Hasselblatt
- 1980: Don Haworth: Die abenteuerlichen Tode des Mr. Fruin – Regie: Hans Dieter Schwarze
- 1980: Walter E. Richartz: Ein natürlicher Schrei – Regie: Walter Adler
- 1981: Lutz Rathenow: Das Verständnis – Regie: Dieter Hasselblatt
- 1981: Peter Kuhweide: Die Überlebenden vom Oberlauf der Salza – Regie: Hans Bernd Müller
- 1981: Jean Horivan: Morgen dreh' ich mich um – Regie: Dieter Hasselblatt
- 1983: Konrad Fialkowski: Dichtermatinee – Regie: Dieter Hasselblatt